# George Duke
George Duke (12. ledna 1946, San Rafaell, Kalifornie – 5. srpna 2013 Los Angeles, Kalifornie) byl americký pianista, hudební skladatel a producent. Studoval hru na pozoun na San Francisco Conservatory of Music. S Jean-Luc Pontym nahrál album Jean-Luc Ponty Experience with the George Duke Trio (1969) a v roce 1983 hrál na jeho albu Individual Choice. V roce 1970 se stal členem skupiny The Mothers of Invention. Ze skupiny odešel v následujícím roce a začal hrát s Cannonballem Adderleyem, přičemž v roce 1973 se do Mother opět vrátil a později hrál i v doprovodné skupině Franka Zappy. V roce 1979 hrál na albu Michaela Jacksona s názvem Off the Wall. Hrál na dvou albech Milese Davise s názvy Tutu (1986) a Amandla (1989). Jeho sestřenicí je zpěvačka Dianne Reeves.